# Axel Springer SE
Az Axel Springer SE németországi központú lapkiadó vállalat.

## Története
Axel Springer 1946-ban alapította meg Nyugat-Németországban a céget, amely mára már több európai leányvállalattal is rendelkezik. A vállalkozás fő profilja a nyomtatott sajtó: napilapok, magazinok, hirdetési újságok és különleges kiadványok széles köre. A cég 1998-ban közel ötmilliárd márka vagyonnal rendelkezett és 12 ezer munkatársa volt. Jelenleg 50 újságot és magazint ad ki, például a Die Weltet és a Bildet.
Az anyacég külföldi terjeszkedését Spanyolországban és Magyarországon kezdte az 1980-as évek végén, tevékenységét később Ausztriára, Franciaországra, Svájcra, Csehországra, Lengyelországra, Szlovákiára és Romániára is kiterjesztette.
Az Axel Springer SE fő profilja Németországon kívül saját könyv- és hírlapkiadókkal, nyomdákkal és saját terjesztési hálózatokkal egészül ki. A lapkiadó az írott sajtó mellett az elektronikus médiában és az interneten is jelen van.

## Magyarországi leányvállalata
A német cég  által alapított  Axel Springer-Budapest Kiadói Kft. nevű  leányvállalat a magyarországi lappiac jelentős szereplője, amelyet 2014 októberétől a Ringierrel közös tulajdonban Ringier Axel Springer Magyarország Kft. néven működtet tovább.